# Hiệp Hoà
Hiệp Hoà (協和帝 en caractères anciens), né sous le nom de Nguyễn Phúc Hồng Dật le 1er novembre 1847 et mort le 29 novembre 1883, est empereur d'Annam de juillet à novembre 1883, 6e souverain de la dynastie des Nguyễn.

## Biographie
Fils cadet de l'empereur Thiệu Trị, il est adopté par son frère l'empereur Tự Đức. En juillet 1883, après le règne éphémère de son neveu Dục Đức, il accède au trône.
Au cours de son règne de quatre mois, il assiste à la défaite de son pays face à la marine française à la bataille de Thuan An le 20 août 1883, avant de signer le 25 août le traité Harmand établissant le protectorat de la France sur le Viêt-Nam, signifiant la fin de son indépendance.
Peu après, il est déposé, condamné à mort et forcé à se suicider.